# Soleichthys microcephalus
Soleichthys microcephalus es una especie de pez de la familia Soleidae en el orden de los Pleuronectiformes.

## Hábitat
Vive en estuarios y puertos.

## Distribución geográfica
Se encuentra en las  costas de Nueva Gales del Sur.